# Dingyuanzhai
Dingyuanzhai (kinesiska: 定远寨乡, 定远寨) är en socken i Kina. Den ligger i provinsen Shandong, i den östra delen av landet, omkring 120 kilometer väster om provinshuvudstaden Jinan. Antalet invånare är 33 595. Befolkningen består av 16 462 kvinnor och 17 133 män. Barn under 15 år utgör 16,0 %, vuxna 15-64 år 75 %, och äldre över 65 år 8,0 %.
Genomsnittlig årsnederbörd är 671 millimeter. Den regnigaste månaden är juli, med i genomsnitt 215 mm nederbörd, och den torraste är januari, med 4 mm nederbörd.